# Eagle Pass
Eagle Pass è un comune (city) degli Stati Uniti d'America e capoluogo della contea di Maverick nello Stato del Texas. La popolazione era di 26.248 abitanti al censimento del 2010. Eagle Pass confina con la città di Piedras Negras, Coahuila, Messico, che è a sud-ovest e attraverso il Rio Grande. L'area metropolitana di Eagle Pass-Piedras Negras (EG-PN) è una delle sei aree metropolitane binazionali lungo il confine tra Stati Uniti e Messico. A partire dal gennaio 2008, secondo il censimento degli Stati Uniti, la popolazione dell'area metropolitana di Eagle Pass era di 48.401 abitanti e la popolazione dell'area metropolitana di Piedras Negras era di 169.771 abitanti.

## Geografia fisica
Secondo lo United States Census Bureau, la città ha una superficie totale di 25,02 km², dei quali 24,81 km² di territorio e 0,21 km² di acque interne (0,86% del totale).

## Società

### Evoluzione demografica
Secondo il censimento del 2010, la popolazione era di 26.248 abitanti.

### Etnie e minoranze straniere
Secondo il censimento del 2010, la composizione etnica della città era formata dall'88,06% di bianchi, lo 0,27% di afroamericani, lo 0,37% di nativi americani, lo 0,55% di asiatici, lo 0% di oceanici, il 9,34% di altre razze, e l'1,41% di due o più etnie. Ispanici o latinos di qualunque razza erano il 95,49% della popolazione.